# 庫青湖
52°14′14″N 13°49′58″E / 52.23722°N 13.83278°E

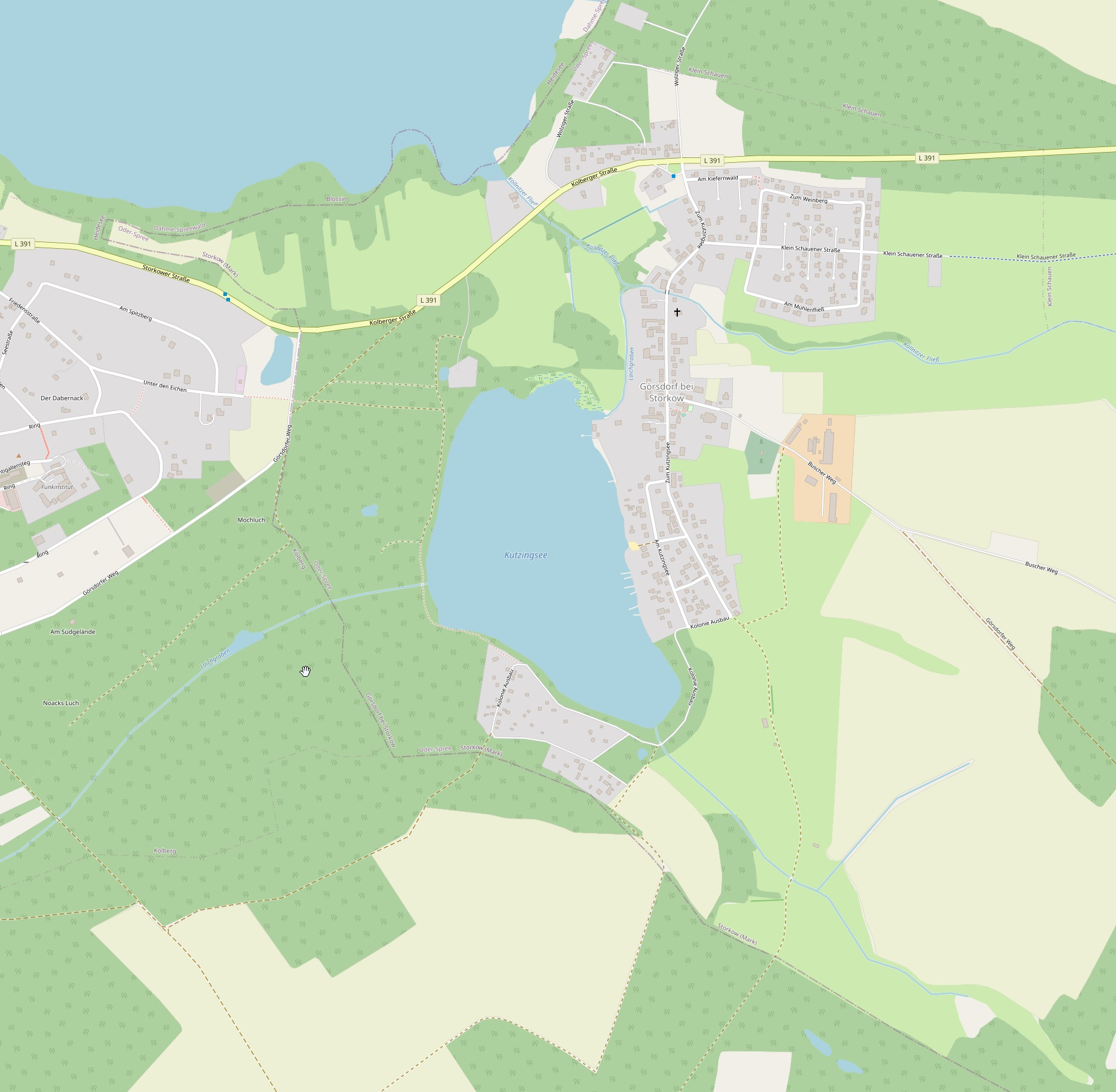

庫青湖（德語：Kutzingsee），是德國的湖泊，位於該國西南部，由勃蘭登堡州負責管轄，處於奧得-施普雷縣，長0.9公里、寬0.5公里，面積0.32平方公里，海拔高度34米，最大水深6米。